# Ashunda
Ashunda (ou Assunda, Asehunda) est une localité du Cameroun située dans le département du Manyu et la Région du Sud-Ouest, à proximité de la frontière avec le Nigeria. Elle fait partie de la commune d'Akwaya et du canton de Mbolu.

## Population
La localité comptait 117 habitants en 1953, 48 en 1967, des Manta.
Lors du recensement de 2005, on y a dénombré 234 personnes.